# Франсіско Кальво
Франсіско Кальво (ісп. Francisco Calvo; нар. 8 липня 1992, Сан-Хосе) — костариканський футболіст, захисник клубу «Хатайспор» і національної збірної Коста-Рики.

## Клубна кар'єра
Народився 8 липня 1992 року в місті Сан-Хосе. Вихованець юнацьких команд футбольних клубів «Сапрісса» та «Сан Хасінто Койотс».
У дорослому футболі дебютував 2011 року виступами за команду клубу «Ередіано», в якій провів один сезон, взявши участь у 23 матчах чемпіонату.  Більшість часу, проведеного у складі «Ередіано», був основним гравцем захисту команди.
Своєю грою за цю команду привернув увагу представників тренерського штабу клубу «Перес Селедон», до складу якого приєднався 2012 року. Відіграв за костариканську команду наступний сезон своєї ігрової кар'єри. Граючи у складі «Перес Селедон» також здебільшого виходив на поле в основному складі команди.
Частину 2013 року провів у Данії, де грав за «Нордшелланд».
З 2013 року знову, цього разу один сезон захищав кольори команди клубу «Ередіано». Тренерським штабом клубу знову розглядався як гравець «основи».
Протягом 2015 року перебував в оренді клубу «Сантос де Гвапілес».
До складу клубу «Сапрісса» приєднався 2015 року. Відтоді встиг відіграти за команду з костариканської столиці 53 матчі в національному чемпіонаті.
З 2017 виступає за клуб МЛС «Міннесота Юнайтед».
3 травня 2019 року перейшов до клубу «Сан-Хосе Ерсквейкс». Наступною командою Франсіско, став турецький клуб «Коньяспор» за який він виступав з 2022 по 2023 роки.
15 січня 2024 року Кальво перейшов до мексиканського клубу «Хуарес».
Наразі захищає кольори турецької команди «Хатайспор».

## Виступи за збірну
2011 року дебютував в офіційних матчах у складі національної збірної Коста-Рики.
У складі збірної був учасником розіграшу Кубка Америки 2011 року в Аргентині, розіграшу Золотого кубка КОНКАКАФ 2011 року у США, розіграшу Золотого кубка КОНКАКАФ 2015 року у США та Канаді, а також розіграшу Кубка Америки 2016 року у США.
У травні 2018 року був включений до заявки збірної Коста-Рики на тогорічну світову першість в Росії.